# Вав с малой персидской цифрой 3 сверху
ݹ (вав с малой персидской цифрой 3 сверху) — дополнительная буква арабского алфавита, используемая в языке бурушаски на основе арабской письменности. Образовалася от арабской буквы вав (و), путём добавления уменьшенной персидской цифры 3 (۳) над ним.

## Применение
ݹ — сорок четвёртая буква арабского алфавита языка-изолята бурушаски. Обозначает звук [ˈoː].

### Формы
Поскольку вав с малой персидской цифрой 3 сверху никогда не стоит в начале или середине слова, он имеет лишь финальную форму — ـݹ.